# Serra, Brasilien
Serra är en kommun i östra Brasilien och ligger i delstaten Espírito Santo. Kommunen ligger norr om Vitória, delstatens huvudstad, och tillhör denna stads storstadsområde. Hela kommunen har cirka 480 000 invånare, varav lite mer än en fjärdedel bor i själva centralorten. Kommunen inkluderar bland annat även den något sydligare och större orten Carapina (nästan 250 000 invånare) samt den nordligare kustorten Nova Almeida (cirka 50 000 invånare).

## Administrativ indelning
Kommunen var år 2010 indelad i fem distrikt:
- Calogi
- Carapina
- Nova Almeida
- Queimado
- Serra

## Befolkningsutveckling
| Område              | Areal (km²)   | Invånarantal 1 augusti 2000 | Invånarantal 1 augusti 2010 | Invånarantal 1 juli 2014 |
| ------------------- | ------------- | --------------------------- | --------------------------- | ------------------------ |
| Kommun              | 551,69        | 321 181                     | 409 267                     | 476 428                  |
| Urban befolkning    | Ingen uppgift | 319 621                     | 406 450                     | Ingen uppgift            |
| ...varav centralort | Ingen uppgift | 92 808                      | 111 503                     | Ingen uppgift            |